# PC Expert
Pour les articles homonymes, voir Expert (homonymie).

## PC Expert (Groupe Ziff Davis)
PC Expert est né en 1991, en même temps que PC Direct. PC Expert était pour le groupe américain Ziff Davis, alors leader mondial de l'information technologique, la version française de PC Magazine, leader incontesté outre atlantique avec plus de deux millions d'exemplaires vendus tous les 15 jours. Le premier numéro est sorti en mars 1992 (son 176e numéro est daté de juin 2007), et avait pour slogan : « Le magazine référence des technologies ». Sa parution s'achève en juillet-août 2010 avec le numéro 210.
PC Expert avait à sa création un positionnement simple : être une source unique à l'attention des prescripteurs de produits informatiques. 
Avant d'être cédé au groupe VNU, Volnay puis Groupe 01 (Altice), la diffusion payée a dépassé entre 1999 et 2000 les 120 000 exemplaires par mois, propulsant ce titre en tête de son segment de presse (Source OJD).

## PC Expert (Groupe Xpert and Co)
PC Expert est relancé au mois de mai 2013 en version numérique par le groupe de presse indépendant Xpert and Co. Le titre est prévu sur tablettes et pour Mac et PC.
Le positionnement est tourné vers les entreprises : « PC Expert, le magazine des technologies agiles pour les décideurs en entreprise ».

## Diffusion
La diffusion mensuelle payée en France de PC Expert (source : site de l'Office de justification de la diffusion).
| Année             | 2005   | 2006   | 2007   | 2008   | 2009   |
| ----------------- | ------ | ------ | ------ | ------ | ------ |
| Nombre de numéros | 71 728 | 67 523 | 35 676 | 41 879 | 27 893 |